# Aloctonismo
El aloctonismo, teoría aloctonista o teoría difusionista, es una teoría arqueológica formulada por el arqueólogo peruano Federico Kauffmann Doig en 1962, que intentaba explicar el origen de la civilización andina, particularmente la que surgió en el territorio del actual Perú. Contradiciendo a la teoría entonces vigente, esto es, el autoctonismo de Julio C. Tello, Kauffmann sostuvo que la alta cultura del Antiguo Perú tenía un origen  alóctono, es decir, habría venido de afuera, más específicamente de Mesoamérica (México y Centroamérica). Esta fue su tesis original; posteriormente la reformuló, proponiendo que ese centro originario pudo ser la cultura Valdivia, de gran desarrollo alfarero, surgida hacía 3000a.C. en el actual Ecuador.
La teoría de Kauffmann parecía un retorno a la vieja teoría inmigracionista de Max Uhle, sobre el origen maya de la cultura peruana, que había sido refutada décadas atrás por Tello. Pero en realidad su teoría partía de otras bases. Sostenía que los elementos culturales que llegaron al Perú procedentes de Mesoamérica lo hicieron en una época muy anterior a la de los mayas, el llamado Formativo mesoamericano, representado por la cultura olmeca (1500a.C.), el cual, de acuerdo al registro arqueológico, era más antiguo que el Formativo andino, representado por la cultura chavín (1200a.C.).
Sin embargo, nuevos descubrimientos arqueológicos realizados a principios de la década de 1970, evidenciaron la existencia en el Perú de monumentos arquitectónicos más antiguos que los del Formativo mesoamericano e incluso de un patrón similar a los de Chavín. Por ese motivo, Kauffmann desechó su teoría en 1976.
Kauffmann reformuló posteriormente su teoría, sumándose al planteamiento de Donald W. Lathrap y otros autores, que sostuvieron que el origen de la alta cultura en América habría estado en la costa del actual Ecuador, donde se desarrolló la cultura Valdivia, hacia el 3000a.C. De la costa ecuatorial se habría expandido tanto a Mesoamérica como al Perú. Kauffmann consideró que este nuevo planteamiento respaldaba su teoría aloctonista en lo esencial.
Con el tiempo, Kauffmann abandonó definitivamente la discusión del origen foráneo o autóctono de la cultura andina y propuso la que denominó la teoría ecologista, que buscaba en el desequilibrio ecológico los factores que llevaron a la aparición de la civilización. Ese desequilibrio se habría dado por el conflicto entre el aumento de la población y la escasez de tierras de cultivo.

## Etimología
Alóctono es un vocablo de raíz griega compuesta que significa lo que no es originario de su territorio. Es decir, algo de origen foráneo o extranjero, contrario a autóctono o propio de un lugar.

## Planteamiento de la teoría

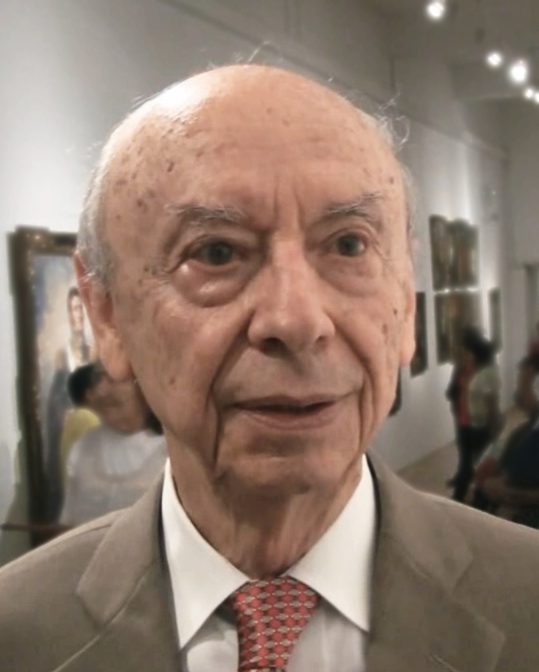
Federico Kauffmann Doig

En 1962, el arqueólogo peruano Federico Kauffmann Doig, recién doctorado en Historia, formuló una hipótesis de trabajo sobre el origen de la civilización andina o peruana, a la que denominó teoría aloctonista, planteando un posible origen foráneo de la misma. La obra que recoge su tesis se titula Origen de la cultura peruana. Por entonces se hallaba vigente la teoría autoctonista de Julio César Tello, que sostenía un origen exclusivamente autóctono de la cultura peruana. La teoría aloctonista de Kauffmann surgía así osadamente para contradecir al autoctonismo, con el riesgo de ser calificado de antipatriota.
Lo que proponía Kauffmann era la existencia de un centro originario común para las dos grandes focos de Alta Cultura de América: Mesoamérica (México y Centroamérica) y el área andina (Sudamérica). Previamente, hay que tener en cuenta que, según el consenso arqueológico, el primer paso del desarrollo de la Alta Cultura en la América Prehispánica es el llamado Periodo Formativo, que en Mesoamérica se conoce también como Periodo Preclásico, que se inició hacia 1600a.C., siendo la cultura olmeca su mayor exponente.
Kauffmann propuso que el centro común de origen de la cultura habría estado en el área mesoamericana, por ser su periodo formativo el más antiguo. De Mesoamérica se habría irradiado al territorio actual del Perú, donde llegó en una época temprana, el llamado Precerámico andino, dando origen al Formativo Andino, con la cultura chavín como su ejemplo más destacado, hacia 1000a.C.

## Bases de la teoría

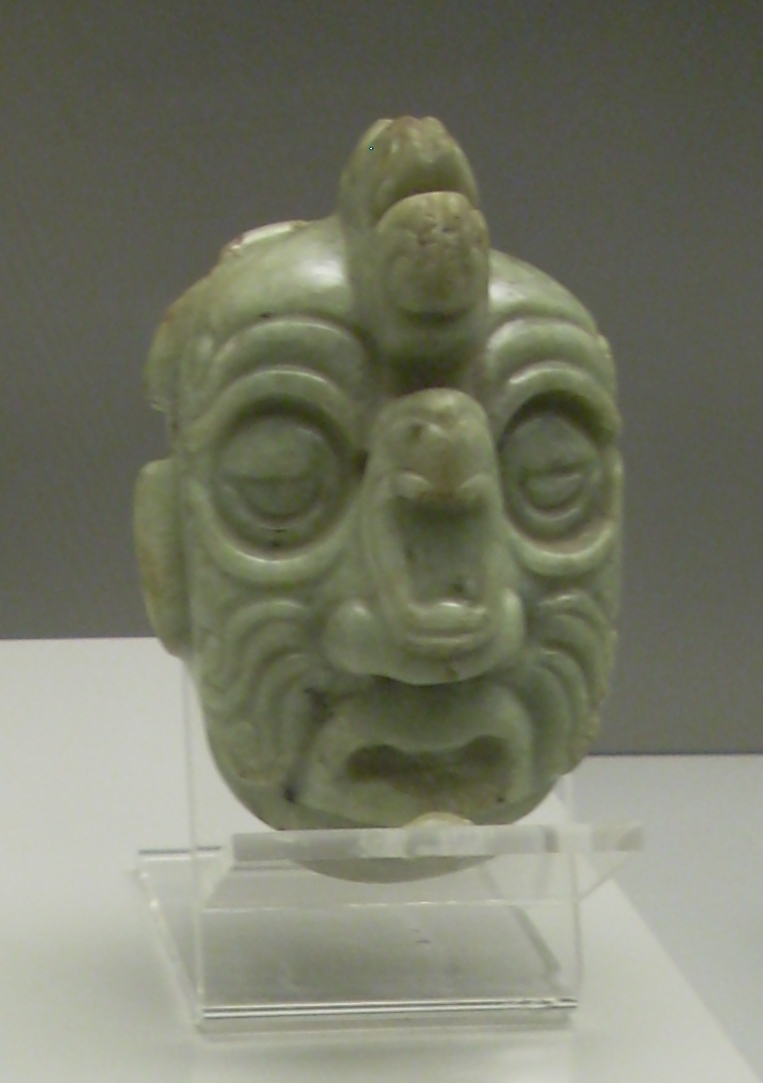
Escultura olmeca que representa la cabeza de un hombre pájaro.

La posición de Kauffmann partía de varias premisas, como las siguientes:
- Las culturas Chavín y Cupisnique, consideradas entonces las más antiguas del Perú (1000 a. C.), no contaban con antecedentes en suelo peruano que explicaran su formidable desarrollo. Dichas culturas surgían de improviso, sin distinguirse las fases de su transición arqueológica.[2] Posterior al fallecimiento de Tello, se habían dado a luz los descubrimientos de Huaca Prieta en 1947 (precerámico) y de Lauricocha en 1958 (preagrícola), evidencias que a Kauffmann le parecieron muy precarias como para que fueran los antecedentes de una cultura como la chavín, que contaba con una cerámica muy elaborada y una arquitectura monumental.[9]
- La teoría del origen amazónico de la cultura chavín sostenida por Tello era muy endeble según lo veía Kauffmann. No le convencía como evidencia la representación iconográfica de monos y felinos en el arte chavín.[10]
- De acuerdo al panorama cronológico de entonces, las primeras fases de la cerámica olmeca (formativo mesoamericano) eran más antiguas que las de Chavín y Cupisnique (Formativo andino).[11] Kauffmann aludía específicamente a los yacimientos mexicanos de El Arbolillo y Tlatilco, fechados de 1500 a 1600a.C. y considerados como el centro donde surgió el tronco cultural del formativo mesoamericano.[8] Es decir, la alta cultura mexicana sería más antigua que la peruana.
- El maíz era el alimento básico en toda América, pero la evidencia más antigua de su domesticación se hallaba en México, de donde se habría expandido hacia la zona andina.[11]
- Algunos elementos culturales presentes en el precerámico peruano, como la cerámica inicial o rudimentaria, los centros de culto tempranos, el maíz primitivo, el tejido a telar, la iconografía en los mates decorados de Huaca Prieta, etc., podrían ser considerados como elementos culturales foráneos o “intrusivos”, o sea venidos de afuera, hace 3000 a 4000 años.[11]

## Rechazo a la teoría
Esta teoría fue rechazada por varios especialistas. El autoctonismo de Tello era todavía defendido con tenacidad, en buena parte por sus implicaciones nacionalistas. Kauffmann fue incluso estereotipado como creador de ficciones. Otros consideraron a su teoría como un retorno a la antigua teoría de Max Uhle sobre el origen maya de la cultura peruana. Pero los argumentos de Kauffmann descansaban sobre bases distintas.
Lo que Kauffmann sostenía era que los elementos culturales que llegaron al área andina se hallaban todavía en una fase inicial de desarrollo (preludio del formativo), es decir, aún alejada del nivel de las posteriores culturas maya y azteca. De todos modos, la teoría aloctonista carecía de bases sólidas y acabó por sucumbir.

## Teoría desechada por su mismo autor
Fueron los nuevos descubrimientos arqueológicos los que lo trajeron abajo la teoría aloctonista, al menos en su propuesta original.
A principios de los años 1970, las investigaciones de la arqueóloga Rosa Fung Pineda demostraron que las edificaciones monumentales de la costa peruana del Periodo Arcaico Tardío (preludio del Formativo andino), como Las Haldas (aún no se estudiaba Caral), no solo eran más antiguas que las del Formativo de Mesoamérica, sino que mostraban patrones arquitectónicos similares con la posterior cultura chavín. De modo que ya se contaba con el necesario enlace que relacionara a Chavín con las manifestaciones culturales más antiguas surgidas en suelo peruano. El mismo Kauffmann se encargó de señalar las limitaciones de su tesis original, y acabó abandonándola en 1976.

## Reformulación de la teoría

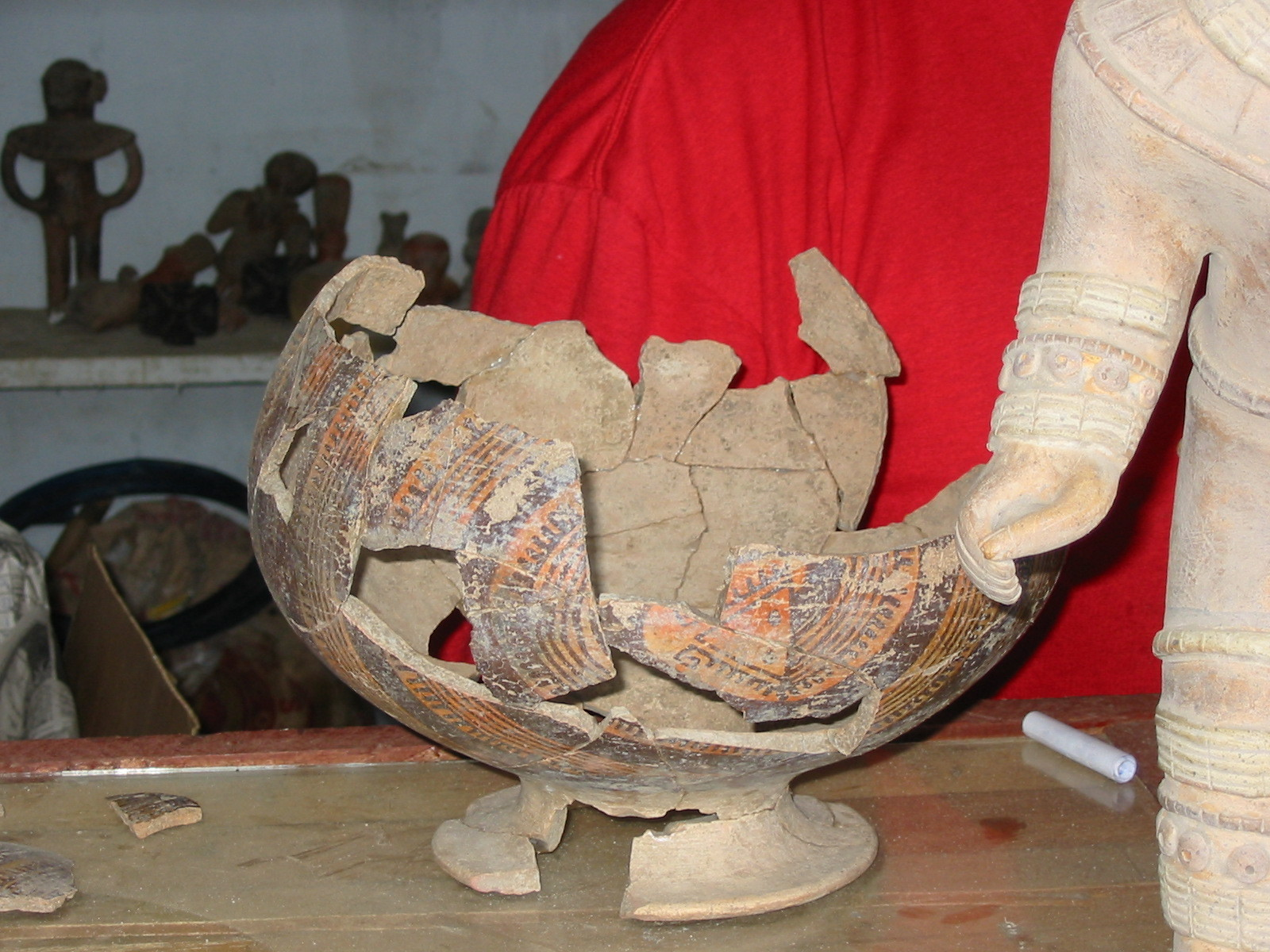
Reconstrucción de una vasija perteneciente a la cultura Valdivia.

Kauffmann reformuló su teoría a raíz de los estudios realizados en la costa de Ecuador, por Donald W. Lathrap, Jorge G. Marcos y James A. Ziedler, y por Donald Collier (publicados en los años 1970). Estos autores  sostuvieron que el centro originario de las altas culturas americanas pudo haber estado en dicha zona, donde se hallaron los vestigios de una antigua cultura con cerámica muy elaborada, la cultura Valdivia, con una antigüedad de 3000 a. C. Es decir, era más antigua que sus equivalentes del Perú y Mesoamérica. A su vez, dicha cultura habría tenido un origen amazónico, proveniente del pueblo de los arahuacos.
La cultura Valdivia se habría irradiado tanto hacia el Perú como a Mesoamérica, lo que habría originado en ambas áreas las bases de sus respectivas civilizaciones. Así se explicarían los elementos comunes de ambas culturas señalados por Kauffmann y otros autores. Esto replanteaba así, en lo esencial, la teoría aloctonista, según lo interpretó en su momento Kauffmann.

## Refutación a las bases del aloctonismo
Las bases de la tesis aloctonista han sido refutada de la siguiente manera:
- No parece probable la llegada al Perú de rudimentos culturales venidos de Mesoamérica, teniendo en cuenta que las migraciones en la América prehispánica fueron muy lentas. De haber existido un contacto de mesoamericanos con la zona andina, debió ocurrir cuando esta última ya estaría desarrollada culturalmente, de modo que no habría tenido importante influencia. Tampoco hay pruebas de que los antiguos mexicanos navegaran y comerciaran con sitios alejados a su zona de influencia.[12]
- Es una falsa premisa buscar el origen de la cerámica a partir de la más antigua y elaborada, que sería la de la cultura Valdivia. El hecho que las cerámicas anteriores a Chavín halladas en suelo peruano sean toscas y burdas no implica que la idea de la cerámica haya venido de muy lejos; más bien, esas cerámicas elementales son prueba de que el uso de vasijas fue una creación original y no copia de modelos foráneos. Los aloctonistas no parecen distinguir entre lo principal (el uso) y lo accesorio (el decorado) de una pieza cerámica. De haber tenido los ceramistas del Antiguo Perú en sus manos los modelos de Valdivia, habrían producido cerámicas de igual calidad. A lo largo de unos mil años pudo el ceramista peruano mejorar sus creaciones, tanto en color, decorado y brillantez, sin necesidad de influencias externas.[13]
- Los aloctonistas solo resaltan el tema de la cerámica y no toman en cuenta los otros elementos culturales realizados por los antiguos peruanos, que son más relevantes y significativos (agricultura, arquitectura, religión, artesanías). Una cultura es una creación vasta, compleja y totalizadora. [14]
- Las coincidencias en ciertos detalles de las religiones y mitologías de la diversidad de pueblos amerindios, se explicaría, más que por una influencia de uno sobre otro, a que en un remoto pasado (prehistórico) hayan compartido un sistema mágico-religioso común. Ello explicaría el culto al felino, que se dio tanto entre los olmecas como entre los chavines.[15]

## Un nuevo enfoque: la teoría ecologista
Hacia 1980, Kauffmann abandonó definitivamente la discusión histórica sobre el lugar y el tiempo exacto en que se habría originado la civilización andina, así como sobre las rutas seguidas en su difusión, y enfocó el asunto desde otra perspectiva. Consideró que el desarrollo civilizatorio había explosionado a consecuencia de un desequilibrio ecológico: el conflicto entre el aumento demográfico y la escasez de tierras de cultivo. Esta crisis provocó el nacimiento de avances culturales, como la organización política y religiosa, las técnicas agrícolas, la división en clases sociales, etc.